# Pablo Maffeo
Pablo Maffeo Becerra (Sant Joan Despí, Spanyolország, 1997. július 12. –) spanyol korosztályos válogatott labdarúgó, a Mallorca hátvédje.

## Pályafutása
Maffeo a Levante Las Planas ifiakadémiáján kezdett el futballozni, majd 2003-ban az Espanyolhoz került. 2013. április 7-én, 15 éves korában bemutatkozhatott a harmadosztályban szereplő tartalékcsapatban, a CD Constancia ellen. Július 3-án az angol Manchester Cityhez került, ahol azonnal az U18-as keret tagja lett. 2015. augusztus 29-én a csapat menedzsere, Manuel Pellegrini a felnőttcsapat keretébe nevezte, egy Watford elleni meccsre, de végig a cserepadon maradt. Később még több alkalommal is bekerült a meccskeretbe, de játéklehetőséget nem kapott. 2016. január 13-án a spanyol másodosztályban szereplő Gironához igazolt kölcsönben, miután hároméves szerződést írt alá a Cityvel. Február 7-én, egy Gimnàstic de Tarragona elleni találkozón debütált, csereként beállva.

## Külső hivatkozások
- Pablo Maffeo pályafutásának statisztikái a Soccerbase oldalon (angolul)

- Statisztikái a SoccerWay-en